# Vagantenbühne

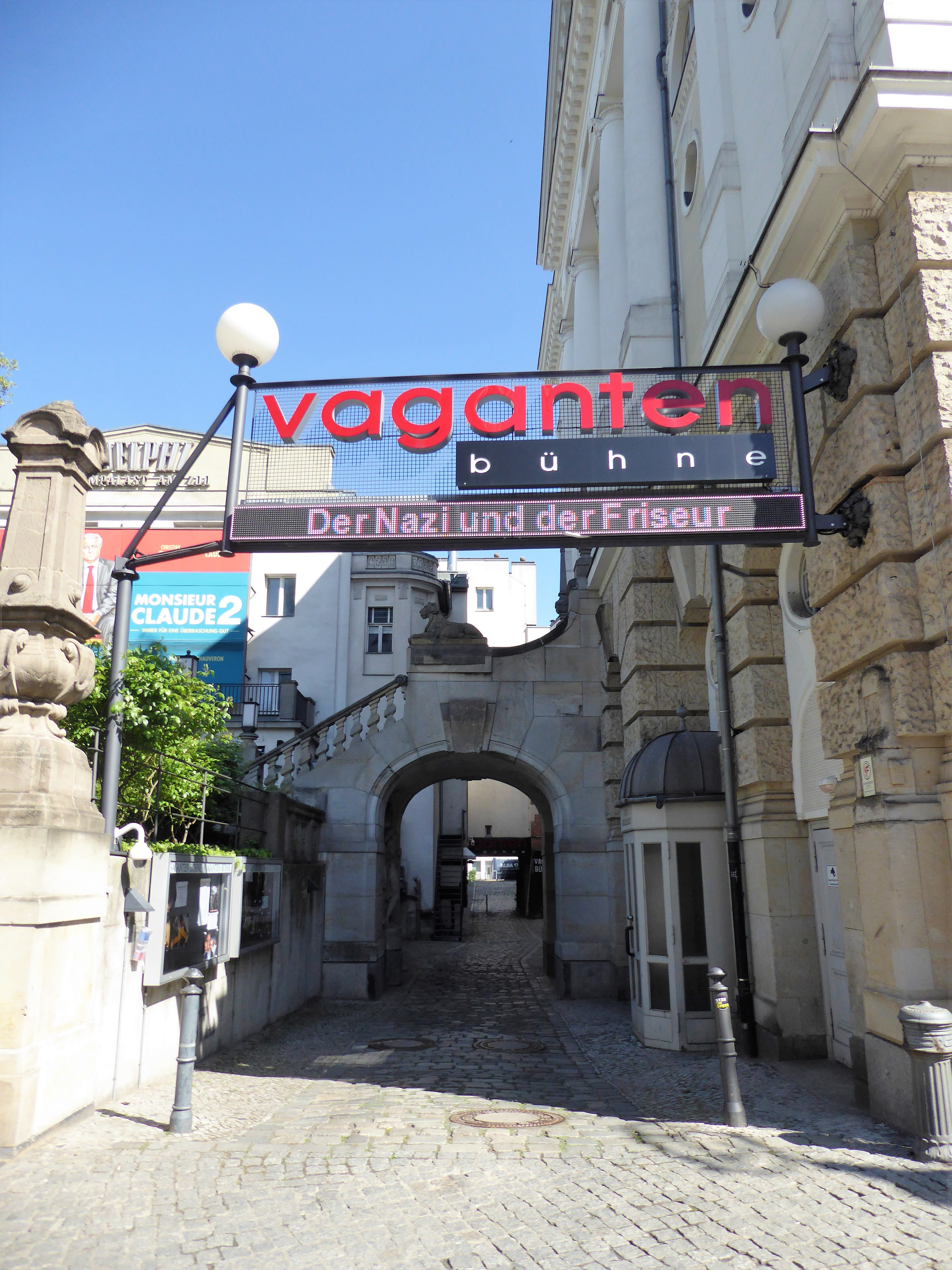
Eingang von der Kantstraße

Die Vagantenbühne ist ein nahe dem Bahnhof Zoologischer Garten und dem Kurfürstendamm in der City West gelegenes Privattheater in der Kantstraße im Ortsteil Charlottenburg von Berlin.
Das Theater verfügt über 100 Plätze und ist heute ein funktionaler Bau mit Studiocharakter. Es teilt sich das Gebäude mit dem Jazzclub Quasimodo, dem Qmodo Restaurant und dem Delphi-Filmpalast. In unmittelbarer Nachbarschaft liegen das Theater des Westens, die Galerie C/O Berlin und gegenüber das Savoy Hotel. Seit 1980 wird die Vagantenbühne als gGmbH geführt.
Auf dem Spielplan stehen neben zeitgenössischer Dramatik auch moderne Klassiker und Projektinszenierungen. Ein Blick auf das Repertoire der letzten Jahre zeigt dabei ein sicheres Gespür für aktuelle Themen. Daneben gibt es Kooperationen mit Berliner Schauspielschulen und Gastspiele der freien Szene.

## Geschichte der Vagantenbühne

### 1949–1956
Unmittelbar nach dem Krieg fanden sich Schauspieler und Regisseure um Horst Behrend zusammen, um als freie Theatergruppe an wechselnden Orten zu spielen. Für kurze Zeit führte die Gruppe den Namen „TiK“, „Theater im Koffer“. In Anlehnung an die mittelalterlichen „Vaganten“, aus den Universitäten hervorgegangene Spielleute, gründeten am 9. Februar 1949 Günther Rutenborn und Horst Behrend „Die Vaganten“. Eröffnet wurde mit „Die Auferstehung“. Gegen den Trend der in Ost-Berlin vorherrschenden politisch-sozialistischen Dramatik vor allem russischer Autoren und dem im Westen der Stadt vielfach stark unterhaltungsorientierten Theater setzte die Vagantenbühne ein Theater der Aufklärung. Eine Besonderheit der frühen Jahre war, dass sowohl in der DDR wie in West-Berlin gespielt wurde. Zahlreiche Schauspieler mit Wohnort in Ost-Berlin gehörten zum Ensemble, dessen alleinige Leitung 1952 Horst Behrend übernahm.

### 1956–1979
Die kontinuierliche und sich professionalisierende Arbeit verlangte nach festen Strukturen und einer festen Spielstätte. Diese fanden die Vaganten 1956 im Souterrain des Delphi-Hauses, in dem ein Kino, Tanzbars und Restaurants untergebracht waren. Das Delphi-Haus, von dem Architekten Bernhard Sehring 1926 entworfen, der dreißig Jahre zuvor, 1895, auch der Architekt des benachbarten Theaters des Westens war, wurde ursprünglich als Tanzpalast mit Restaurantbetrieb gebaut. Im Krieg stark beschädigt, wurde 1947 der ehemalige Tanzsaal zu einem Kino umgebaut, das unter dem Namen Delphi-Filmpalast bis heute existiert.
Der Mauerbau 1961 bewirkte einen starken Einschnitt. Gastauftritte in der DDR konnten nicht mehr stattfinden und ehemalige Mitarbeiter aus dem Ost-Teil Berlin mussten ersetzt werden. In den Jahren 1961 bis 1965 kamen zum Delphi-Haus zwei weitere Spielorte hinzu: in der Kreuzbergstraße das „Theater am Kreuzberg“ und in der damaligen Kongresshalle das „Theater an der Spree“. 1956 wurde Wolfgang Borcherts „Draußen vor der Tür“ ins Programm genommen. Die Vaganten Bühne wurde mit Autoren wie Jean Paul Sartre, Jean Genet, Anouilh, Eugène Ionesco, Sławomir Mrożek, Jean Tardieu und John Osborne in den sechziger Jahren zu „dem“ Theater der Avantgarde in Berlin. Im November 1979 starb Horst Behrend.

### 1980–2009
1980 übernahmen die Söhne von Horst Behrend, Rainer und Jens-Peter, die Leitung des Theaters und gründeten eine gemeinnützige GmbH, deren Gesellschafter sie wurden. Mit einem engagierten Team wurde in den achtziger Jahren ein neues Profil entwickelt, das auf drei Grundzügen basiert: zeitgenössische Dramatik, Werke der klassischen Moderne und parodistisches Schauspiel. 1985 wurde das Theater für einen längst fälligen Umbau sieben Monate geschlossen. Die Räumlichkeiten wurden grundlegend saniert und modernisiert. Formal wurden neue Wege beschritten, wie z. B. Inszenierungen in der damals neuen Spielform der Arena Bühne, bei der die Zuschauer um die Spielfläche gruppiert waren.

### 2009–2019
Mit dem Tod Rainer Behrends 2009 übernahm Jens-Peter Behrend mit Joosten Mindrup an seiner Seite als Künstlerischer Leiter (bis 2011) die alleinige Leitung. Neben Werken zeitgenössischer Autoren stehen aktuelle Projektinszenierungen (Stückentwicklungen) auf dem Spielplan. Das Repertoire umfasst zeitgenössische und sozialkritische Stücke, in denen die Probleme der Gegenwart gespiegelt werden. Schwerpunkte des Programms sind Theaterproduktionen mit gesellschaftspolitischen Inhalten. Im Jahr 2011/2012 wurde (nach dem letzten Umbau 1985) eine neue umfangreiche Sanierung des Theaters notwendig. Es wurden eine Klima-Anlage eingebaut sowie die Bestuhlung und die gesamte Bühnen- und Tontechnik erneuert, alle Räume renoviert und der Eingangsbereichs mit einer Überdachung versehen.

### Seit Januar 2020
Im Januar 2020 übernahm Lars Georg Vogel, der dem Haus seit vielen Jahren künstlerisch verbunden ist, die Leitung der Vagantenbühne.

## Künstlerisches Profil
Im Herzen der City West liegt die Vagantenbühne, zwischen den strahlenden Schaufenstern des Kudamms, den hippen Restaurants der Kantstraße und der Essensausgabe für Bedürftige am Bahnhof Zoo. Ein Ort, wo Gegensätze aufeinanderprallen, bühnenreif. Uns beschäftigen Lebensrealitäten, Gesellschaftsverhältnisse, die immer wieder neu ausgehandelt werden müssen. Wir rücken die Blickpunkte zeitgenössischer Autoren in den Mittelpunkt – sowohl mit starken neuen Theatertexten als auch mit frischen Perspektiven auf klassische Stoffe.
Seit Beginn zeichnet sich das Theatererlebnis bei den Vaganten durch die besondere Nähe zwischen Publikum und Schauspielern aus. Bis heute bieten die sechs Meter breite Bühne und der 83 Plätze umfassende Zuschauerraum vielfältige Gestaltungsmöglichkeiten und intensive, in ihrer Atmosphäre einzigartige Theaterabende.
Über 60 Künstlern sind dem Haus eng verbunden und arbeiten in wechselnden Konstellationen gemeinsam an Inszenierungen. Sie werden stets durch neue Kollegen und ihre Perspektiven ergänzt und von einem Team aus 15 festen Mitarbeitern unterstützt, mit dem Wunsch nach Begegnung, Veränderung, Ausprobieren. 

## Ehemalige Ensemblemitglieder Schauspiel & Regie (Auswahl)
| - Dirk Borchardt - Folke Braband - Horst Buchholz - Us Conradi - Almut Eggert - Frank Lorenz Engel - Dieter Hallervorden - Lothar Hinze - Harald Juhnke | - Alfred Kirchner - Vera Kluth - Lothar Kompatzki - Daniel Krauss - Paul Albert Krumm - Dirk Löschner - Barnaby Metschurat - Oliver Mommsen - Joosten Mindrup | - Barbara Ratthey - Oliver Rohrbeck - Vanessa Rottenburg - Carl Schell - Immy Schell - Andreas Schmidt - Elfe Schneider - Robert Seethaler - Wolfgang Sörgel | - Heidemarie Theobald - Dorothea Thiess - Dieter Wedel - Mario Wirz |

## Aktuelles künstlerisches Personal
- Ensemble Schauspiel und Regie